# Rosa María González Delgado
Rosa María González Delgado, de Porcuna (Jaén), es una astrofísica española especializada en evolución de galaxias. Actualmente es profesora de investigación del Consejo Superior de Investigaciones Científicas (CSIC) en el Instituto de Astrofísica de Andalucía (Granada).

## Biografía
Licenciada en Ciencias Físicas por la Universidad de Granada (1981) y en Astrofísica por la Universidad de La Laguna (1989). Obtiene másteres en Ciencias Físicas (1982) y en Estadística e Investigación Operativa (1983), ambos por la Universidad de Granada. Realiza el doctorado en el Instituto de Astrofísica de Canarias bajo la dirección del Dr. Pérez Jiménez sobre la relación entre formación estelar y actividad en galaxias, obteniendo el grado de doctora en Astrofísica por la Universidad de La Laguna en 1995. Ese mismo año se traslada con un contrato postdoctoral al Space Telescope Science Institute (STScI, Baltimore, USA) donde trabaja con los Dr. Heckman y Dr. Leitherer en aspectos relacionados con la evolución de las galaxias, y se especializa en síntesis de poblaciones estelares. 
En 1998 se traslada al Instituto de Astrofísica de Andalucía donde comienza su andadura como científica titular del CSIC en 2001, como investigadora científica en 2008 y como profesora de investigación en 2018. Ha trabajado temporalmente en otras instituciones europeas y americanas, tales como Institute of Astronomy (Cambridge), Observatorio de Meudon (París), Instituto Max Planck de Física Extraterrestre, Universidad de Sheffield, INAOE (Puebla) y en la Universidad Federal de Santa Catarina (Florianópolis). En esta última durante el periodo 2012-2016 ha sido financiada por el programa Excelencia Científica de Ciencias sem Fronteiras, CNpQ (Brasil). 
Entre marzo de 2010 y diciembre de 2013 trabajó para la Agencia Nacional de Evaluación y Prospección (ANEP) como miembro del área de coordinación de Física y Ciencias del Espacio, siendo la gestora del área de evaluación de Astrofísica y Ciencias del Espacio. Ha coordinado la evaluación de proyectos nacionales (AyA), y la selección de candidatos a Ramón y Cajal y Juan de la Cierva durante este período. Ha participado en diferentes comités de gestión de investigación entre los que destaca la membresía (2004-2009) y presidencia (2006-2009) del comité de evaluación de proyectos de investigación del observatorio de Calar Alto, del telescopio espacial Hubble (HST) (2004 y 2007) y el Observatorio Europeo Austral (2009).

## Investigación
Su investigación ha estado siempre relacionada con la evolución de galaxias. En su primera etapa se centró en la relación entre formación estelar y actividad nuclear. Llevó a cabo análisis espectrofotométricos de galaxias Seyfert y Starburst, observadas tanto en el rango óptico como ultravioleta con el telescopio espacial Hubble y con telescopios terrestres. Ha desarrollado técnicas de síntesis espectral, que permiten determinar la historia y evolución de la formación estelar en las galaxias. En los últimos años aplica estas técnicas a galaxias cercanas observadas en el modo de espectroscopía de campo integral. Es líder del grupo de poblaciones estelares del proyecto CALIFA (Calar Alto Legacy Integral Field Area Survey ) desarrollado en el Observatorio de Calar Alto.

## Publicaciones
Es coautora de más de 160 artículos en revistas internacionales de alto impacto que acumulan más 10000 citas. Ha participado en numerosas conferencias internacionales con más de 100 publicaciones escritas, y unas 40 charlas invitadas.
Algunas de sus publicaciones más relevantes son:
- «The star formation history of CALIFA galaxies: Radial structures.»[5]

- «Evolutionary stellar population synthesis at high spectral resolution: optical wavelength.»[6]

- «Ultraviolet-optical observations of the Seyfert 2 galaxies NGC 7130, NGC 5135, and IC 3639: Implications for the Starburst-AGN connection.»[7]